# Піакпіак
Піакпіа́к (Ptilostomus afer) — вид горобцеподібних птахів родини воронових (Corvidae), єдиний представник монотипового роду Піакпіак (Ptilostomus). Мешкає на півночі Субсахарської Африки.

## Опис

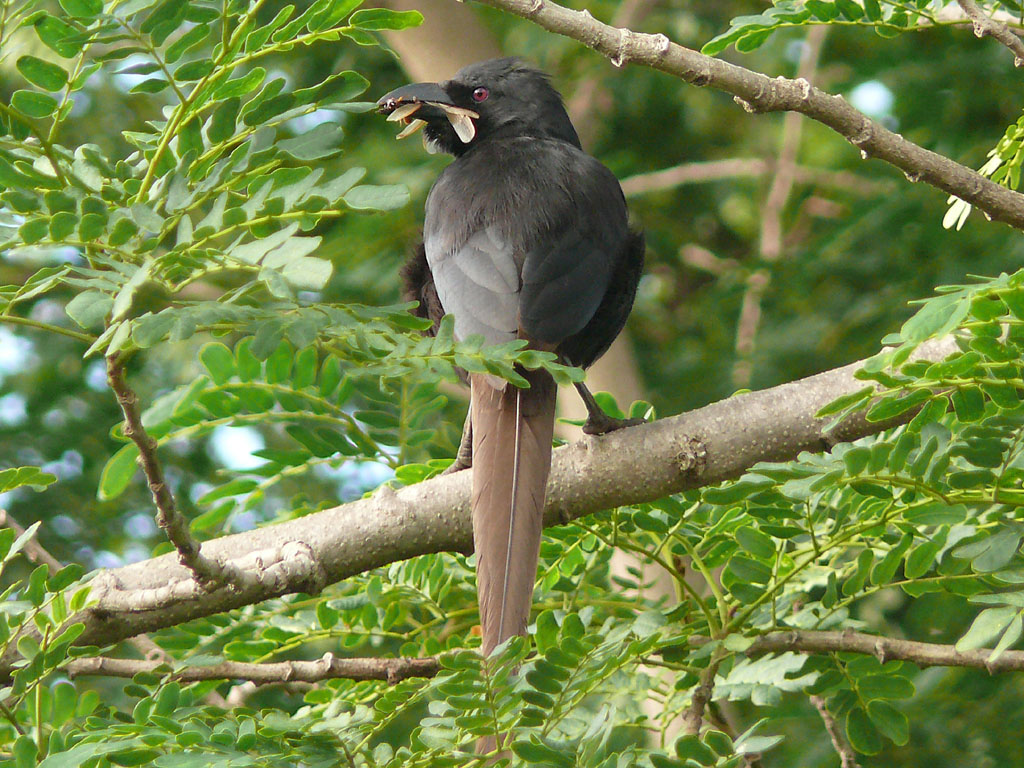
Дорослий піакпіак з термітами в дзьобі

Піакпіаки досягають довжини 35-42 см при вазі в 121-130 г. Довжина хвоста становить 22,5-30 см, довжина крила 15,2–17,2, довжина цівки 44–47 мм, довжина дзьоба 32–36 мм.
Голови у піакпіаків округлі, дзьоби короткі та доволі міцні, вигнуті донизу, крила загострені, хвіст довгий, клиноподібний, лапи міцні і довгі. Загалом піакпіаки нагадують одночасно ворону і сороку, при цьому будучи дещо меншими за звичайну сороку.

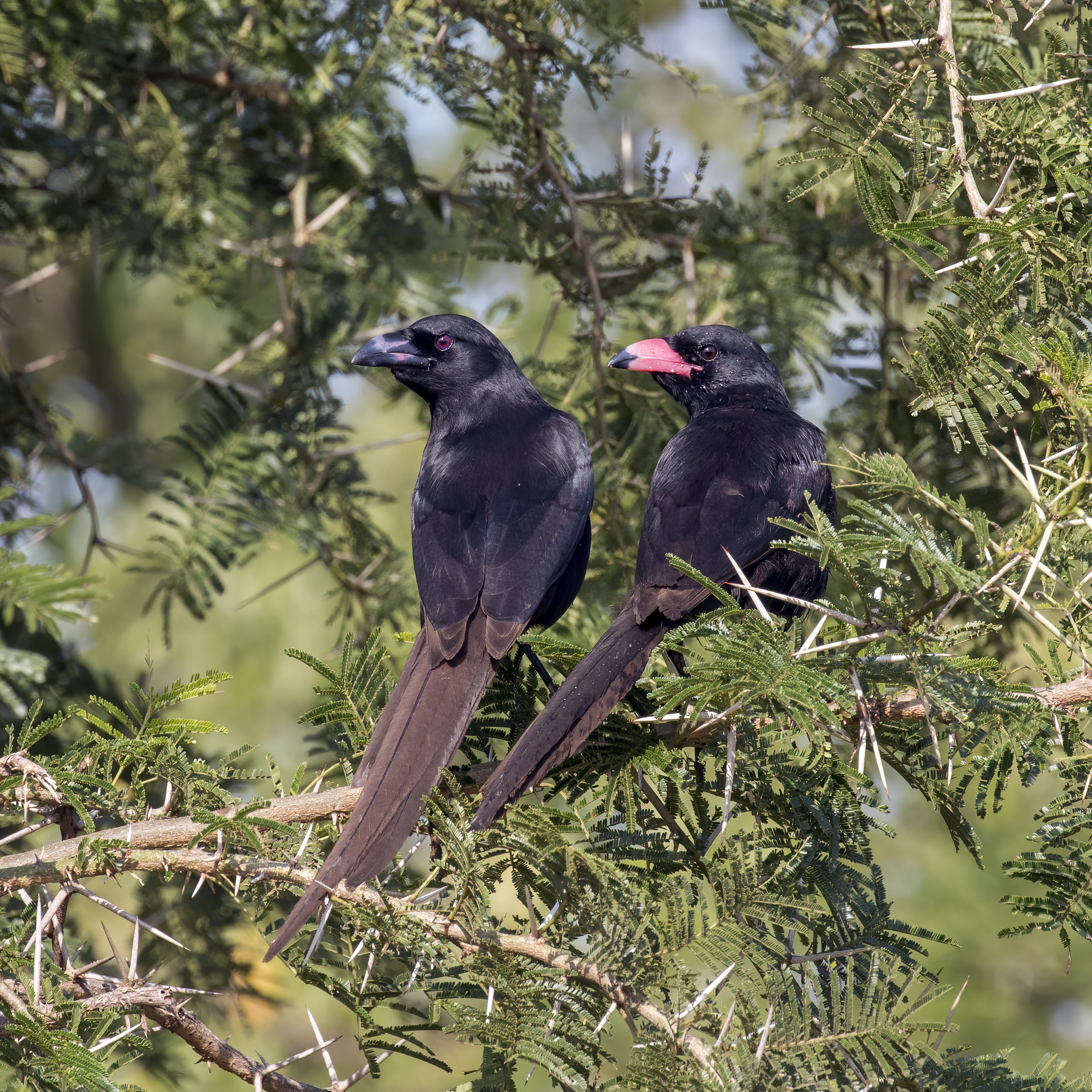
Молоді піакпіаки на різних стадіях дорослішання

Оперення птаха повністю чорне, шовковисте. Надхвістя, гузка і хвіст є дещо коричнюватими, а на шиї і грудях можуть бути фіолетові блискучі плями. Махові пера мають карамельно-медове забарвлення, такого ж кольору можуть бути стернові пера.
Лапи чорні, очі темно-червоні, лілові або фіолетові. Ніздрі повністю покриті перами. У дорослих птахів дзьоб чорний, у молодих червонувато-рожевий. Виду не притаманний статевий диморфізм.

## Таксономія
В 1760 році французький зоолог Матюрен Жак Бріссон включив опис піакпіака до своєї книги "Ornithologie", описавши птаха за зразком із Сенегалу. Він використав французьку назву La pie du Sénégal та латинську назву Pica Senegalensis. Однак, хоч Бріссон і навів латинську назву, вона не була науковою, тобто не відповідає біномінальній номенклатурі і не визнана Міжнародною комісією із зоологічної номенклатури. Коли в 1766 році шведський натураліст Карл Лінней випустив дванадцяте видання своєї Systema Naturae, він доповнив книгу описом 240 видів, раніше описаних Бріссоном. Одним з цих видів був піакпіак, для якої Лінней придумав біномінальну назву Corvus afer. В 1837 році англійський натураліст Вільям Джон Свенсон виділив піакпіака в окремий рід Ptilostomus. Підвидів не виділяють.
Піакпіаки є частиною клади воронових, до якої також входять сороки (Pica), джиджітки (Podoces) і чагарникові джиджітки (Zavattariornis). Нійближчими родичами піапіаків є джиджітки, які мешкають в Центральній Азії.

## Поширення і екологія

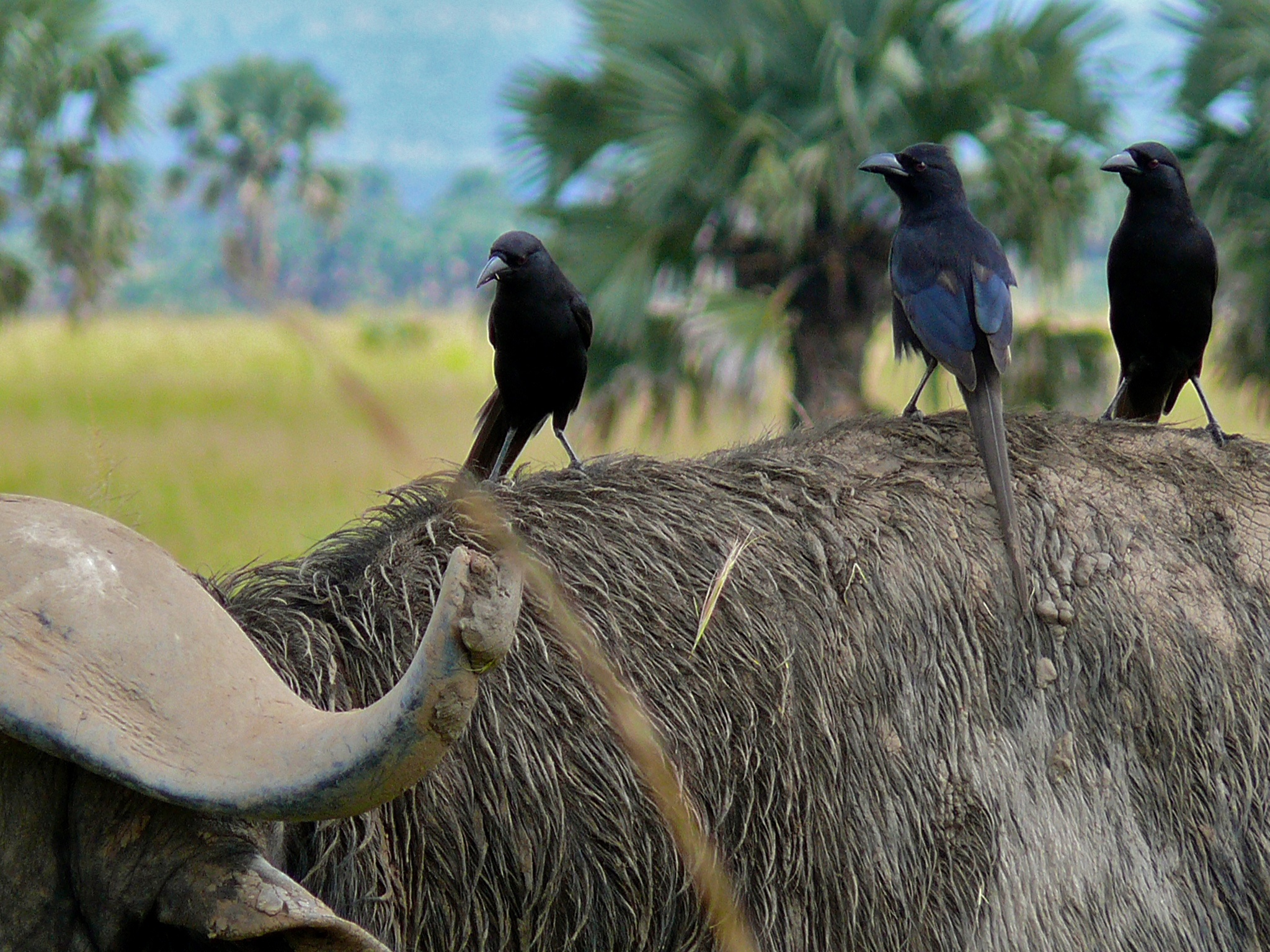
Піакпіаки на спині африканського буйвола (Уганда)

Піакпіаки поширені на півночі Субсахарської Африки, від Сенегалу до Ефіопії. Вони живуть на відкритих місцевостях — в саванах, на луках, полях і пасовиськах. Мешкають поряд з людиною, в селах і містах.

## Поведінка
Піакпіаки ведуть денний спосіб життя. Вони соціальні, живуть сімейними зграями, які нараховують до 10 птахів. Більшу частину дня вони проводять в пошуках їжі, на землі або серед рослинності. Живляться комахами, іншими безхребетними, іноді падлом, яйцями, плодами. Піакпіаків часто можна помітити поряд зі стадами великих тварин: птахи шукають паразитів, сівши на спину тварини, або ловлять комах, які розбігаються з-під копит.

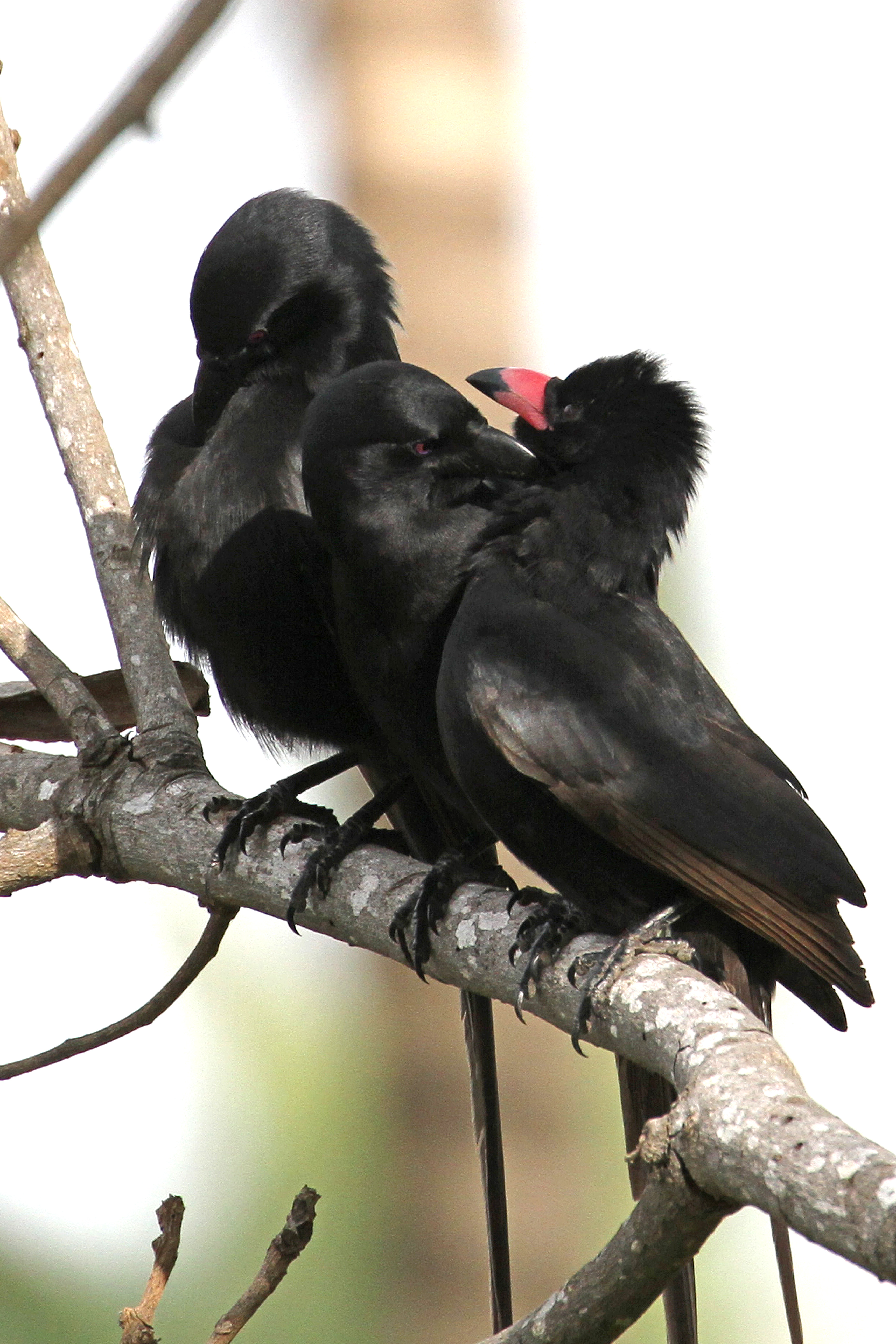
Пара дорослих піакпіаків і молодий птах

Сезон розмноження триває з березня по квітень-липень. Гніздять на вершинах пальм та інших дерев. Гніздо має чашоподібну форму, робиться з пальмового листя і стебел трави, скріпляється глиною. Всередину поміщаються пальмові аолокна. Гніздо будують і самиця, і самець. В кладці 3-7 яєць блакитнуватого кольору, поцяткованих коричневими плямками. Інкубаційний період триває близько 2 тижнів. Пташенята покидають гніздо на 3 тиждень і стають самостійними через 2 місяці після вилуплення.

## Етимологія
Наукова назва роду Ptilostomus походить від сполучення слова дав.-гр. πτιλον — перо і στομα — рот. Видова назва afer походить від лат. afer — африканський.